# Nanocompuesto polimérico
Un nanocompuesto polimérico es un material caracterizado por la dispersión homogénea de partículas de relleno de dimensiones nanométricas en el interior de una matriz polimérica. Como relleno se usan por lo general nanopartículas de silicato y metálicas.
En los polímeros compuestos de tipo convencional (es decir, a los cuales se ha agregado un componente inorgánico no nanoestructurado, por ejemplo los plásticos reforzados con fibra de vidrio) hay una separación neta a nivel macroscópico entre las fases orgánica e inorgánica, lo que representa una limitación al mejoramiento de los materiales poliméricos; la ventaja de los nanocompuestos polímero/filosilicato es que permiten superar dicho límite, mejorando las características mecánicas y térmicas y la permeabilidad del mismo polímero, con el agregado de cantidades mínimas (del orden del 5%) de silicatos. Es importante subrayar que tales mejoras no van en detrimento del color, de la procesabilidad ni de la densidad aparente.
Este tipo de materiales están teniendo amplia aplicación, sobre todo en el campo de los envases para alimentos, por su propiedad de barrera a la penetración de los gases, de hasta cinco a quince veces mayor que la del polímero puro y de polímeros cargados que a menudo contienen hasta un 20 - 30% de material silíceo (mica, talco o carbonato de calcio). Por otra parte, los nanocompuestos de silicato/polímero presentan también un poder de retardo de llama mejorado; los ensayos muestran que el pico de velocidad de la emisión de calor, que es una medida de la inflamabilidad del material, en el caso de un nanocompuesto llega a ser del 60 al 80% más bajo que el de un polímero puro. Al mismo tiempo, las propiedades mecánicas exhiben mejoras significativas, como mayor tenacidad y resistencia a la abrasión.
- Datos: Q3870164